# Чемпіонат Швеції з футболу 1898
Svenska Mästerskapet 1898 —  третій чемпіонат Швеції з футболу. 
Чемпіоном Швеції став клуб Ергрюте ІС.

## Фінал
30 липня 1898 «Ергрюте» ІС (Гетеборг) — АІК (Стокгольм) 3:0